# Nuculana bipennis
Nuculana bipennis is een tweekleppigensoort uit de familie van de Nuculanidae. De wetenschappelijke naam van de soort is voor het eerst geldig gepubliceerd in 1927 door Dall als Leda (Leda) bipennis.